# Macromotettix
Macromotettix is een geslacht van rechtvleugeligen uit de familie doornsprinkhanen (Tetrigidae). De wetenschappelijke naam van dit geslacht is voor het eerst geldig gepubliceerd in 1939 door Klaus Günther.

## Soorten
Het geslacht Macromotettix omvat de volgende soorten:
- Macromotettix brachynota Zheng, 1998
- Macromotettix compactus Chopard, 1929
- Macromotettix convexa Deng, Zheng & Zhan, 2010
- Macromotettix guangxiensis Deng, Zheng & Wei, 2007
- Macromotettix longipennis Zheng, 1998
- Macromotettix longtanensis Zheng & Jiang, 2003
- Macromotettix luoxiaoshanensis Zheng & Fu, 2000
- Macromotettix nigritibis Zheng & Fu, 2005
- Macromotettix nigritubercula Zheng & Jiang, 2006
- Macromotettix qinlingensis Zheng, Wei & Li, 2009
- Macromotettix quadricarinata Bolívar, 1898
- Macromotettix serrifemoralis Zheng & Jiang, 2002
- Macromotettix sokutsuensis Karny, 1915
- Macromotettix solomonensis Günther, 1972
- Macromotettix tianlinensis Liang & Jiang, 2004
- Macromotettix tonkinensis Günther, 1939
- Macromotettix torulisinota Zheng, 1998
- Macromotettix wangxiangtaiensis Zheng & Ou, 2010
- Macromotettix wuliangshana Zheng & Ou, 2003
- Macromotettix xinganensis Zheng, Zhang & Dang, 2009
- Macromotettix yaoshanensis Zheng & Jiang, 2000